# Lampetra
Lampetra es un género de agnatos petromizontiformes de la familia Petromyzontidae.

## Especies
De acuerdo con Fishbase, comprende las siguientes especies:
- Lampetra aepyptera (Abbott, 1860)
- Lampetra alavariensis Mateus, Alves, Quintella & Almeida, 2013
- Lampetra auremensis Mateus, Alves, Quintella & Almeida, 2013
- Lampetra ayresii (Günther, 1870)
- Lampetra fluviatilis (Linnaeus, 1758)
- Lampetra hubbsi (Vladykov & Kott, 1976)
- Lampetra lamottenii (Lesueur, 1827)
- Lampetra lanceolata Kux & Steiner, 1972
- Lampetra lusitanica Mateus, Alves, Quintella & Almeida, 2013
- Lampetra pacifica Vladykov, 1973
- Lampetra planeri (Bloch, 1784)
- Lampetra richardsoni Vladykov & Follett, 1965

Sin embargo y de acuerdo con el Registro Mundial de Especies Marinas, está conformado por:
- Lampetra alaskensis (Vladykov & Kott, 1978)
- Lampetra appendix (DeKay, 1842)
- Lampetra ayresii (Günther, 1870)
- Lampetra fluviatilis (Linnaeus, 1758)
- Lampetra lamottenii (Lesueur, 1827)
- Lampetra lanceolata Kux & Steiner, 1972
- Lampetra macrostoma Beamish, 1982
- Lampetra planeri (Bloch, 1784)
- Lampetra richardsoni Vladykov & Follett, 1965